# 가노야시
가노야시(일본어: 鹿屋市)는 일본 가고시마현 오스미반도 중앙부에 있는 도시이다.
인구 10만 명의 도시로, 오스미 지방의 행정·경제·산업 핵심 도시이고 오스미 지방의 중심이 되는 도시이다. 연평균 기온 17°C의 온난한 기후와 풍부한 자연을 배경으로 한 농업·축산업이 번성하고 흑돼지나 고구마 등이 특산품이다. 국립 대학인 가노야 체육대학과 해상자위대 기지가 있어 일본에서 전국적으로 이름이 많이 알려진 도시이다.
가고시마현에서는 오랫동안 가고시마시 다음으로 2번째로 인구가 많은 도시였다. 그러다가 2004년 10월 사쓰마센다이시의 탄생으로 3번째, 2005년 11월 기리시마시의 탄생으로 4번째로 밀려났으나, 2006년 1월 1일에 기모쓰키군(肝属郡)에 속한 주변 3개 정과 통합함으로써 다시 3번째가 되었다.

## 인구
| 연도                         | 인구    | ±%     |
| ---------------------------- | ------- | ------ |
| 1920                         | 60,487  | —      |
| 1925                         | 62,899  | +4.0%  |
| 1930                         | 69,982  | +11.3% |
| 1935                         | 73,944  | +5.7%  |
| 1940                         | 79,716  | +7.8%  |
| 1945                         | 104,880 | +31.6% |
| 1950                         | 107,579 | +2.6%  |
| 1955                         | 114,804 | +6.7%  |
| 1960                         | 109,662 | −4.5%  |
| 1965                         | 103,358 | −5.7%  |
| 1970                         | 95,915  | −7.2%  |
| 1975                         | 94,790  | −1.2%  |
| 1980                         | 100,005 | +5.5%  |
| 1985                         | 102,653 | +2.6%  |
| 1990                         | 103,761 | +1.1%  |
| 1995                         | 105,059 | +1.3%  |
| 2000                         | 106,462 | +1.3%  |
| 2005                         | 106,208 | −0.2%  |
| 2010                         | 105,086 | −1.1%  |
| 2015                         | 103,608 | −1.4%  |
| 2020                         | 101,096 | −2.4%  |
| Kanoya population statistics |         |        |

## 지리
오스미반도의 거의 중심부에 위치하고 시역은 동서 20km, 남북 41km에 이른다. 북서부에는 다카구마 산지, 남동부에는 기모쓰키 산지(구니미 산지)가 늘어서 있다. 양 산지의 사이에 가사노하라 대지·가노야하라 대지 등 시라스 대지, 중앙부를 흐르는 기모쓰키강의 충적평야를 중심으로 하는 기모쓰키 평야가 펼쳐진다. 서부는 가고시마만과 접해 해안선이 이어진다.

### 기후
쾨펜의 기후 구분으로는 온난 습윤 기후(Cfa)이다. 연평균 강수량은 2,275.8mm, 연평균 기온은 17°C(1979년~2000년), 연 일조 시간은 1970.1시간(1986년~2000년 평균)이다.
연 강수량은 1993년과 1999년이 특히 많아, 1993년은 6월부터의 3개월 동안 2,782mm(연간으로는 3,887mm)를 기록했으며 8월 1일에는 하루에만 365mm를 기록했다. 최소 기록은 1986년의 1,354mm이지만 1997년을 마지막으로 2,000mm를 밑돌지 않고 증가하는 경향에 있다.
연평균 기온은 16도에서 18도(1997년 이후에는 17도를 밑돌지 않았다)를 나타내고 있어 일본 내에서는 비교적 온난하다. 한파가 찾아온 적은 거의 없지만 겨울은 연평균 33.2일로 가노야시보다 북쪽에 있는 가고시마시나 미야자키시와 비교해 추위는 심하다고 할 수 있다.
| 가노야시의 기후                                              | 가노야시의 기후 | 가노야시의 기후 | 가노야시의 기후 | 가노야시의 기후 | 가노야시의 기후 | 가노야시의 기후 | 가노야시의 기후 | 가노야시의 기후 | 가노야시의 기후 | 가노야시의 기후 | 가노야시의 기후 | 가노야시의 기후 | 가노야시의 기후  |
| 월                                                           | 1월             | 2월             | 3월             | 4월             | 5월             | 6월             | 7월             | 8월             | 9월             | 10월            | 11월            | 12월            | 연간             |
| ------------------------------------------------------------ | --------------- | --------------- | --------------- | --------------- | --------------- | --------------- | --------------- | --------------- | --------------- | --------------- | --------------- | --------------- | ---------------- |
| 역대 최고 기온 °C (°F)                                       | 22.7 (72.9)     | 23.6 (74.5)     | 25.9 (78.6)     | 29.6 (85.3)     | 33.0 (91.4)     | 34.2 (93.6)     | 35.8 (96.4)     | 37.6 (99.7)     | 35.8 (96.4)     | 33.0 (91.4)     | 28.5 (83.3)     | 24.6 (76.3)     | 37.6 (99.7)      |
| 일평균 최고 기온 °C (°F)                                     | 12.8 (55.0)     | 14.2 (57.6)     | 17.0 (62.6)     | 21.3 (70.3)     | 25.1 (77.2)     | 26.9 (80.4)     | 31.3 (88.3)     | 32.1 (89.8)     | 29.7 (85.5)     | 25.4 (77.7)     | 20.2 (68.4)     | 15.0 (59.0)     | 22.6 (72.7)      |
| 일일 평균 기온 °C (°F)                                       | 7.5 (45.5)      | 8.8 (47.8)      | 11.8 (53.2)     | 16.0 (60.8)     | 20.0 (68.0)     | 23.0 (73.4)     | 27.0 (80.6)     | 27.5 (81.5)     | 24.9 (76.8)     | 20.0 (68.0)     | 14.5 (58.1)     | 9.4 (48.9)      | 17.5 (63.6)      |
| 일평균 최저 기온 °C (°F)                                     | 1.9 (35.4)      | 3.0 (37.4)      | 6.3 (43.3)      | 10.4 (50.7)     | 15.1 (59.2)     | 19.7 (67.5)     | 23.6 (74.5)     | 23.9 (75.0)     | 21.0 (69.8)     | 15.1 (59.2)     | 8.9 (48.0)      | 3.5 (38.3)      | 12.7 (54.9)      |
| 역대 최저 기온 °C (°F)                                       | −8.0 (17.6)     | −6.8 (19.8)     | −4.4 (24.1)     | −1.0 (30.2)     | 3.7 (38.7)      | 9.1 (48.4)      | 15.5 (59.9)     | 17.0 (62.6)     | 9.3 (48.7)      | 1.2 (34.2)      | −3.5 (25.7)     | −6.6 (20.1)     | −8.0 (17.6)      |
| 평균 강수량 mm (인치)                                        | 80.3 (3.16)     | 119.2 (4.69)    | 173.2 (6.82)    | 196.9 (7.75)    | 219.8 (8.65)    | 623.0 (24.53)   | 425.6 (16.76)   | 282.9 (11.14)   | 288.2 (11.35)   | 138.3 (5.44)    | 100.6 (3.96)    | 77.5 (3.05)     | 2,685.6 (105.73) |
| 평균 강수일수 (≥ 1.0 mm)                                     | 8.7             | 9.3             | 12.8            | 11.1            | 10.6            | 17.2            | 12.3            | 12.5            | 11.3            | 7.9             | 8.6             | 7.2             | 129.5            |
| 평균 월간 일조시간                                           | 151.5           | 152.1           | 167.5           | 176.6           | 173.2           | 99.6            | 183.7           | 202.0           | 161.1           | 176.9           | 157.6           | 156.6           | 1,961.7          |
| 출처: 일본 기상청 (평년값: 1991년~2020년, 극값: 1977년~현재) |                 |                 |                 |                 |                 |                 |                 |                 |                 |                 |                 |                 |                  |

### 인접한 자치체
- 동쪽: 기모쓰키군 기모쓰키정, 히가시쿠시라정, 소오군 오사키정
- 서쪽: 다루미즈시
- 남쪽: 기모쓰키군 긴코정
- 북쪽: 기리시마시, 소오시

## 역사
율령제 하에서 713년에 오스미국이 설치되면서 여기에 속하게 되었다. 중세에는 시마즈씨와 기모쓰키씨가 지배권을 놓고 대립하였다. 에도 시대에는 시마즈씨의 사쓰마번에 속했다. 1871년 폐번치현 이후 가고시마현에 속했으나 잠시 후 미야코노조현에 편입되었고 1873년부터 다시 가고시마현에 속하게 되었다.
- 1889년 4월 1일 - 기모쓰키군 가노야촌이 성립하였다.
- 1912년 12월 31일 - 가노야촌이 정으로 승격해 가노야정이 되었다.
- 1941년 5월 27일 - 가노야정·하나오카촌·오아이라촌이 신설 합병해 가노야시가 되었다.
- 1955년 1월 20일 - 다카쿠마촌이 가노야시에 편입 합병되었다.
- 2006년 1월 1일 - 가노야시·기호쿠정·구시라정·아이라정과 신설 합병해 현재의 가노야시가 되었다.

## 교통

### 도로
- 국도 220호선
- 국도 269호선
- 국도 504호선